# راينولد هايل
راينولد هايل (بالألمانية: Reinhold Heil)‏ (و. 1954 – م) هو ملحن، ومنتج أسطوانات، ومؤلفو موسيقى تصويرية، وموسيقي من ألمانيا. ولد في اشلوشترن.

## وصلات خارجية
- راينولد هايل على موقع IMDb (الإنجليزية)
- راينولد هايل على موقع ألو سيني (الفرنسية)
- راينولد هايل على موقع ميوزك برينز (الإنجليزية)
- راينولد هايل على موقع أول موفي (الإنجليزية)
- راينولد هايل على موقع قاعدة بيانات الأفلام السويدية (السويدية)
- راينولد هايل على موقع أول ميوزيك (الإنجليزية)
- راينولد هايل على موقع ديسكوغز (الإنجليزية)
- راينولد هايل على موقع قاعدة بيانات الفيلم (الإنجليزية)
- راينولد هايل على موقع كينوبويسك (الروسية)